# Émile Bocquillon
Pour les articles homonymes, voir Bocquillon.
Émile Bocquillon, né le 22 septembre 1868 dans le 2e arrondissement de Paris et mort le 8 avril 1966 au Vésinet, est un instituteur, journaliste et militant politique français d'extrême droite du XXe siècle.

## Biographie
Instituteur public et directeur d'école jusqu'aux années 1920, puis journaliste, Émile Bocquillon a milité pour un enseignement patriotique dès le début du XXe siècle, dans des revues, des conférences et dans ses nombreux livres. Il se fait connaitre dans les années 1900 lorsqu'il dénonce les idées pacifistes et antimilitaristes d'une partie de ses collègues instituteurs, dans le contexte des violentes campagnes d'un Gustave Hervé contre l'armée. Il fonde en 1904 avec deux directeurs d'école parisiens, Félix Comte et Théodoric Legrand, l'Union des instituteurs laïques et patriotes, dirige les périodiques L’École patriote en 1904-1905, puis L’Instituteur patriote en 1906. Ses prises de position nourrissent des débats dans la presse et au Parlement. Il collabore ensuite au quotidien La République française.
Il adhère ensuite à l'Alliance universitaire française (des trois enseignements et de l'enseignement professionnel), fondée en juillet 1917 pour soutenir moralement les poilus et combattre la propagande pacifiste et défaitiste; elle diffuse des brochures et des affiches germanophobes. Il en est le directeur dans les années 1920. Il participe en 1923 à un congrès présidé par le député Désiré Ferry approuvant l'action de la France dans la Ruhr et affirmant le droit de la France aux Réparations de la Première Guerre mondiale, et fait partie de la délégation de nationalistes que Ferry conduit auprès de Raymond Poincaré.
Il adhère aussi, en 1920, à l’Association de l’École française de Pierre Dufrenne, inspecteur de l'enseignement primaire, et collabore à son périodique, La Revue de l'école, dont il est l'un des administrateurs de la société qui le publie, avec Dufrenne, Legrand, Maurice Jeannard et Pierre Heinrich. Il poursuit sa lutte contre les pacifistes. Il participe  à l'enquête de Georges Champenois, directeur du quotidien l'Ami du peuple de François Coty, sur le « sabotage officiel de l'histoire de France »: « J’ai à maintes reprises signalé le lamentable esprit qui préside à la rédaction de nos manuels d’Histoire de France. Je ne parle pas seulement des manuels nouveaux, de tendance résolument communiste, et conçus dans le but direct de préparer les enfants à la guerre sociale et à la trahison – le mot n’est pas trop fort – contre leur propre patrie. Je parle de l’ensemble des manuels qui, d’allure pourtant modérée, sont plus ou moins imprégnés de cette tendance morbide destinée à diminuer le rôle de la France dans son passé, à couper notre histoire en deux : celle d’avant et celle d’après la Révolution ; la première ayant tous les torts, toutes les tares, stupide dans son action extérieure, et ne commençant à prendre figure, aux yeux de l’univers et à l’égard de la justice, que depuis la Déclaration des droits de l’homme et du citoyen ! ».
Il va jusqu'à publier des faux (une lettre ouverte de Raymond Poincaré, une circulaire d'André Tardieu), avec la complicité de son ami Charles Kula, fondateur et animateur de la Confédération générale des contribuables, afin de « frapper l'opinion chlorophormée » et embarrasser « les syndicalistes, les défaitistes, les antipatriotes, les francs-maçons ». Avec Charles Kula, il rédige en 1934  une brochure sur Mein Kampf d'Hitler  (Mein Kampf ou le livre interdit aux Français) dans laquelle, s'il affiche une inquiétude face aux menaces qu'Hitler fait planer sur la France et s'il critique les « excès » du nazisme, il n'hésite pas à lui donner raison quant à l'antisémitisme et à se dire d'accord avec les deux tiers du livre.
Il signe en 1935 le Manifeste des intellectuels français pour la défense de l'Occident et la paix en Europe, qui témoigne d'un néo-pacifisme de droite et d'un appui donné à l'Italie fasciste. Il donne des conférences sur l'enseignement, par exemple au cercle Fustel de Coulanges ou au cercle Dupleix-Bonvalot en 1935 ; la conférence qu'il donne à ce dernier cercle avec René Canat, professeur en khâgne à Louis-le-Grand, président de la Fédération non-syndiquée des lycées, est présidée par le général Maxime Weygand. Ils y critiquent la « bolchevisation de l’enseignement » tant primaire que secondaire. De 1936 à 1939, il anime L’Instituteur national du Centre d’action et de propagande nationale à l’école, dirigé par le général René Madelin. Il y valorise le rôle patriotique des instituteurs et est vent debout contre le communisme, la franc-maçonnerie, Jean Zay, le syndicat national des instituteurs.
Sous l'Occupation, il continue son combat dans les colonnes du quotidien Le Matin, dès août 1940 ; il y appelle à l'épuration de l'enseignement, combat les francs-maçons - il dénonce ainsi la révocation de son ami Serge Jeanneret, « une vengeance des loges » - et verse dans l'antisémitisme. Il collabore aussi au Petit Parisien et au Réveil des Français ; il y dénonce aussi la franc-maçonnerie. Il est titulaire de la francisque (n° 2152).
Ses brochures sont financées en 1943-1944 par Georges Brabant et d'autres patrons. Il figure sur la liste noire du CNE à la Libération.
Âgé de plus de 90 ans, on le retrouve comme collaborateur de La Nation française dans les années 1960.

## Œuvres
- L'alcoolisme : ouvrage illustré de 32 figures et rédigé conformément au programme officiel du 9 mars 1897 : à l'usage des élèves de l'enseignement primaire et de l'enseignement secondaire, Paris : Belin frères, 1899
- Memento d'hygiène : à l'usage des élèves de l'enseignement primaire et de l'enseignement secondaire : grandes fonctions de la vie, maladies contagieuses (la tuberculose), conseils pratiques, Paris : Belin frères, 1902
- La crise du patriotisme à l'école ; préface de M. René Goblet, Paris : Vuibert et Nony, 1905

- Prix Montyon 1906 de l'Académie française
- Étude expérimentale et comparée de l'action des différentes méthodes d'éducation physiques sur le développement corporel; Paris : J. Rousset, 1905
- Pour la patrie ; Préface: École et patrie, par George Duruy, Paris : Vuibert et Nony, 1907
- Cours normal d'antialcoolisme, par Jacques Roubinovitch et Emile Bocquillon, Paris : Belin Frères, 1911
- L'alcoolisme : ouvrage illustré de 35 figures et rédigé conformément au programme officiel du 9 mars 1897 : à l'usage des élèves de l'enseignement primaire et de l'enseignement secondaire, 33e édition, corrigée, Paris : Belin frères, 1913
- L'Alcoolisme, Paris : Belin , 1925
- Izoulet et son œuvre philosophique, Paris : L'Alliance universitaire française des quatre enseignements , 1929,
- Pour le bonheur de nos enfants : la réforme de l'éducation nationale, par Ch. Kula et E. Bocquillon, Paris : Dunod, éditeur, 1933
- La religion civique et la mission de la France : Mussolini, Hitler, Kou-Houng-Ming, Izoulet confrontés, préface de Jean Izoulet, Paris : Vuibert, 1937
- Les bases sociales de la morale et les devoirs envers Dieu à l'école ; préf. de Marcel Sivé, Paris : Fédération nationale des groupements professionnels d'institutrices et d'instituteurs de France et des colonies, 1941
- L'éducation de la jeunesse et la révolution nationale, Amis de l'éducation française, Le Mans : Éditions "CEP", 1943
- Recueil de pensées pour l'éducation de la jeunesse, Charles Kula et Émile Bocquillon, Paris : Éd. de l'Alliance universelle, 1940
- Dieu et Patrie à l'école, Paris, Baudinière, 1942

- Prix d'Académie 1943 de l'Académie française
- Travail, conscience : lectures pour les jeunes, d'après Edmond About, Daniel de Foe, Jules Verne, Jean Izoulet, Jean Aicard, Sully Prudhomme, La Fontaine, Victor Hugo, Paris : Baudinière, 1944
- Izoulet et son œuvre, Paris : Éd. Baudinière, 1943
- Les solutions spirituelles du conflit Orient - Occident, 1955
- J.J Rousseau ce méconnu, Dervy, 1962
- L'Âme cette inconnue, Dervy, 1966

Préfacier, etc.
- Pages choisies de la cité moderne, par Émile Bocquillon, Jean Izoulet, Paris : A. Michel , impr. 1930

Collaborateur
- Leçons de géographie : à l'usage des écoles primaires : cours moyen, par Jean Brunhes ; publié avec la collaboration pédagogique de E. Bocquillon, G. Mathière, Pierre Dufrenne, Tours : Maison Mame, 1937
- Leçons de géographie : à l'usage des écoles primaires : cours moyen 1re et 2e année et deuxième cycle- C. E. P. : 8e et 7e des Lycées et Collèges, par Jean Brunhes ; publié avec la collaboration pédagogique de E. Bocquillon, G. Mathière, Pierre Dufrenne ; mis à jour avec le concours de M. Jean-Brunhes Delamarre, Tours : Maison Mame, 1942
- Leçons de géographie : à l'usage des écoles primaires : cours élémentaire, par Jean Brunhes ; publié avec la collab. pédagogique de Pierre Dufrenne, E. Bocquillon, G. Mathière, Tours : Maison Mame, impr. 1933

## Distinctions
- Ordre de la Francisque